# Okamejei arafurensis
Okamejei arafurensis är en rockeart som beskrevs av Last och Gledhill 2008. Okamejei arafurensis ingår i släktet Okamejei och familjen egentliga rockor. IUCN kategoriserar arten globalt som livskraftig. Inga underarter finns listade i Catalogue of Life.